# Sette anni di guai (film 1921)
Sette anni di guai (Seven Years Bad Luck) è un film del 1921, diretto da Max Linder.

## Trama
Max Linder, il mattino successivo alla sua festa di addio al celibato, è piuttosto annebbiato a causa delle bevute della notte precedente, e inizialmente non si accorge che un uomo della servitù, per non fargli capire che un grande specchio di casa è stato rotto, si mette oltre la cornice, mentre Max si fa la barba, e ne imita in tempo reale tutti i movimenti, di modo che egli creda specchiarsi. Quando Max si avvede della situazione è ormai troppo tardi, lo specchio è stato sostituito, e quando egli lancia una scarpa in direzione di colui che crede essere il servitore manda in frantumi il nuovo specchio. Max rimane quindi convinto che gli si prospetteranno sette anni di guai, come la superstizione detta per tale genere di incidente.
Tenta quindi in ogni modo di sottrarsi all'infausto destino, ma l'esito di ogni suo tentativo si rivela controproducente e non fa che convincerlo dell'ineluttabilità della sfortuna che lo attende. Si reca da Betty, la sua promessa sposa, non – come di consueto – in auto (ha letto sul giornale del recente aumento di incidenti stradali in città), ma, - nel tentativo di gabbare la malasorte - a piedi, e ciò gli provoca una serie di pericolosi sinistri. Giunto da Betty, ulteriori malintesi – diversi dei quali centrati sul cagnolino di Betty, Frizotto - fanno sì che la ragazza addirittura lo lasci.
Max non trova niente di meglio da fare che abbandonare le sue abituali occupazioni e lasciare la città, dopo aver incaricato un amico di intercedere presso Betty per riallacciare i rapporti. L'amico è in realtà uno spasimante della ragazza, e le racconta, mentendo, che Max avrebbe deciso di sposare non lei, ma una sua ex. Betty è umiliata, adirata e desiderosa di rivalsa: la migliore vendetta – suggerisce l'amico – è che lei lo sposi. Betty accondiscende.
Max va alla stazione, il che è occasione perché alcuni malviventi lo derubino. Senza soldi, egli riesce comunque a prendere il treno, ma il controllore è alle sue calcagna. Un susseguirsi di altre disavventure, inseguimenti, travestimenti, scambi di persona, equivoci, portano infine all'arresto di Max e alla sua detenzione in prigione.
Giunge il momento per Max di presentarsi davanti al giudice. Nella stessa aula, nello stesso momento compaiono anche l'infedele suo amico e Betty, per sposarsi. Max riesce in un qualche modo a sostituirsi all'amico e, riconciliatosi con Betty, a sposarla in quella stessa seduta.
7 anni più tardi Max e Betty escono di casa, seguiti dai loro 7 figli e da una pletora di cagnolini, i cuccioli di Frizotto.

## Produzione

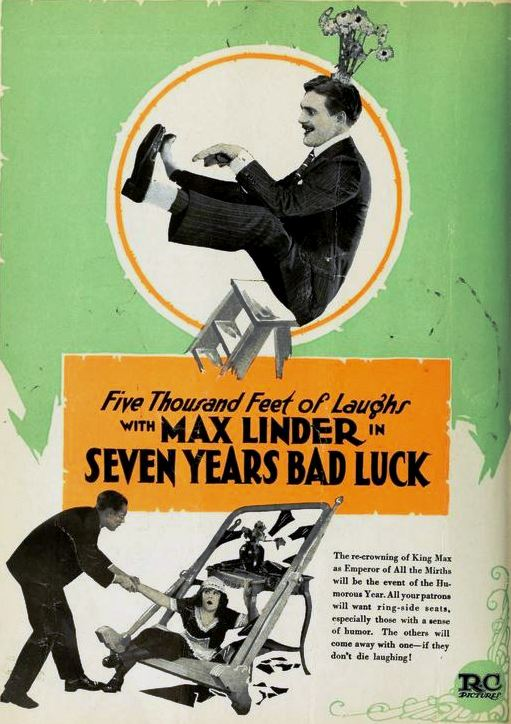
Locandina del film

Le riprese esterne sono state realizzate in alcuni località tipiche della città di Los Angeles, quali il distretto di Chatsworth, e l'Hollywood Boulevard, e mostrano alcuni degli edifici caratteristici della città, come la lussuosa villa del milionario Albert Llewellyn Cheney, la Central Station e la Santa Fe Station, utilizzata in seguito come location da altri cineasti, quali Laurel e Hardy.
La nota gag dello specchio – nella quale un attore finge di essere il riflesso di un altro che crede in tal modo di vedersi in uno specchio in realtà assente – che qui troviamo verso l'inizio del film, è fatta risalire da Anthony Balducci a un film di Alice Guy del 1912, e verrà replicata spesso, con varianti, nelle commedie cinematografiche (e teatrali): fra gli esempi più salienti vi sono Charlie Chaplin in Charlot caporeparto del 1916 (senza il pretesto dello specchio) e i fratelli Marx in La guerra lampo dei Fratelli Marx del 1933.
Di Sette anni di guai non è sopravvissuta nessuna pellicola originale completa: il più antico testimone del film è una pellicola in nitrato del 1925, che è stata successivamente integrata con alcuni frammenti di scena tratti da una copia positiva in 16mm destinata al vecchio proiettore Kodascope per la visione famigliare. Restaurato con il concorso della Stiftung Deutsche Kinemathek di Berlino, della Cineteca Italiana di Milano e del Conseil général de Charente, il film è tuttavia incompleto .

## Distribuzione
Distribuito dalla Robertson-Cole Distributing Corporation, il film è uscito nelle sale cinematografiche statunitensi il 6 febbraio 1921. In Francia, paese di provenienza di Max Linder, il film è uscito (con il titolo Sept ans de malheur) il 25 novembre dello stesso anno.
In epoca recente il film è stato programmato all'interno del San Francisco Silent Film Festival del 2014.
Sette anni di guai è stato fatto oggetto di diverse edizioni per l'Home video. Fra i DVD "Region 0" (visionabili anche in Europa) si segnalano: l'edizione del 2003 a cura della Film Preservation Associates ("Laugh with Max Linder"), con didascalie inglesi e una colonna sonora di Robert Israel; quella del 2010 della Grapevine Video ("Max Linder Comedies"), con accompagnamento musicale ed effetti sonori (e precedente VHS); e il cofanetto "Max Linder. Les longs métrage américains", del 2017, edito dalla Lobster Film (anche Blu-ray), con sottotitoli francesi. Il film è visionabile su Internet Archive e su YouTube.

## Accoglienza

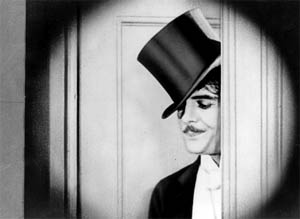
Max Linder in una scena del film

Lo storico del cinema William K. Everson, nel 1965, in occasione di una proiezione presso la Theodor Huff Memorial Film Society di New York, notava: "Al giorno d'oggi Sette anni di guai è una delizia. Max è aggraziato e affascinante, le gag sono sagaci e piene di spirito, e molte delle scene di gruppo hanno una loro ingegnosità visuale. Ma quanto maggiormente incantevole doveva essere apparso il film nel 1921! (…) Keaton e Lloyd producevano ancora cortometraggi, e Harry Langdon era di là da venire. In tal modo l'animata vivacità che oggi tendiamo a dare per scontata, abituati come siamo ai Keaton e ai Lloyd della metà e dei tardi anni '20, era tutt'altro che comune in un lungometraggio comico del 1921."